# Ołeh Karamuszka
Ołeh Ołeksandrowycz Karamuszka, ukr. Олег Олександрович Карамушка (ur. 30 kwietnia 1984 w Kaniowie, w obwodzie czerkaskim) – ukraiński piłkarz, grający na pozycji środkowego obrońcy.

## Kariera piłkarska

### Kariera klubowa
Wychowanek RUFK Kijów, barwy którego bronił w juniorskich mistrzostwach Ukrainy (DJuFL). Karierę piłkarską rozpoczął w składzie Dnipra Dniepropetrowsk, ale grał tam tylko w trzeciej i drugiej drużynie, dlatego w 2003 roku przeszedł do pierwszoligowego Borysfenu Boryspol. W jego barwach 27 września 2003 zadebiutował w Wyższej lidze i przez 2 lata był podstawowym zawodnikiem klubu, ale w sezonie 2004/2005 spadł z nim do drugiej ligi. Latem 2005 jako wolny agent przeszedł do Szachtara Donieck, podpisując 5-letni kontrakt. Jednak nie mając większych szans na grę w wyjściowej jedenastce został wypożyczony do Metałurha Zaporoże, z którym w 2006 roku zajął 8. miejsce w lidze oraz dotarł do finału Pucharu Ukrainy (Metałurh przegrał 0:1) z Dynamem Kijów. Po sezonie przedłużono mu wypożyczenie o kolejny rok i wystąpił w rozgrywkach Pucharu UEFA, a w lidze ponownie zajął 8. miejsce. Latem 2007 Karamuszka powrócił do Szachtara. 19 lipca 2008 podpisał 2-letni kontrakt z Tawriją Symferopol. W lutym 2010 przeszedł do Obołoni Kijów, w którym występował do lata 2011. Potem wyjechał na rok do Białorusi, gdzie bronił barw klubów Dniapro Mohylew i FK Mińsk. Latem 2012 powrócił do Ukrainy, gdzie zasilił skład zespołu Krymtepłycia Mołodiżne. 26 lutego 2013 roku ponownie wrócił do Dniapra Mohylew. Na początku 2015 przeniósł się do Biełszyny Bobrujsk, w której grał do 25 lipca 2016.

### Statystyki
| Sezon   | Klub              | Kraj    | Rozgrywki                | Mecze | Bramki |
| ------- | ----------------- | ------- | ------------------------ | ----- | ------ |
| 2003/04 | Borysfen Boryspol | Ukraina | Wyszcza Liha             | 15    | 2      |
| 2004/05 | Borysfen Boryspol | Ukraina | Wyszcza Liha             | 25    | 2      |
| 2005/06 | Metalurg Zaporoże | Ukraina | Wyszcza Liha             | 7     | 0      |
| 2006/07 | Metalurg Zaporoże | Ukraina | Wyszcza Liha             |       |        |
|         |                   |         | Łącznie w Wyszczej Lidze | 47    | 4      |

### Kariera reprezentacyjna
Występował w młodzieżowej reprezentacji Ukrainy.

## Sukcesy i odznaczenia

### Sukcesy klubowe
- wicemistrz Wyższej lihi: 2007
- finalista Pucharu Ukrainy: 2006